# 기술 로드맵
기술 로드맵(technology roadmap)은 단기 및 장기 목표를 특정 테크놀로지 솔루션과 일치시켜 전략 및 장기 계획을 지원하는 유연한 계획 일정이다. 이는 신제품 또는 프로세스에 적용되는 계획으로, 적합한 신흥 기술을 식별하기 위해 기술예측 또는 기술 스카우트를 사용하는 것을 포함할 수 있다. 이는 혁신의 모호한 초기 단계를 관리하는 데 도움이 되는 알려진 기술이다. 또한 로드매핑 기술은 기업이 격동적인 환경에서 생존하는 데 도움이 되고 비재무적 목표를 포함하고 보다 지속 가능한 발전을 향해 나아가도록 더 전체론적인 방식으로 계획하는 데 도움이 될 것으로 기대된다. 여기서 로드맵은 다른 기업 미래 예측 방법과 결합되어 시스템 변화를 촉진할 수 있다.
로드맵을 개발하는 것은 세 가지 주요 용도가 있다. 이는 일련의 요구 사항과 그 요구 사항을 충족하는 데 필요한 기술에 대한 합의를 도출하는 데 도움이 되며, 기술 개발을 예측하는 메커니즘을 제공하고, 기술 개발을 계획하고 조정하는 데 도움이 되는 프레임워크를 제공한다. 또한 새로운 산업의 발전과 출현을 매핑하는 분석 도구로 사용될 수도 있다.

## 프로세스
기술 로드매핑 프로세스는 예비 활동, 로드맵 개발, 후속 활동의 세 단계로 수행될 수 있다. 이 프로세스는 하나의 모델로 담기에는 너무 크기 때문에 단계별로 분리하여 모델링된다. 모델에서는 다른 역할이 정의되지 않는다. 이는 모든 것이 참가자 그룹에 의해 이루어지기 때문이다.

### 1단계: 예비 단계

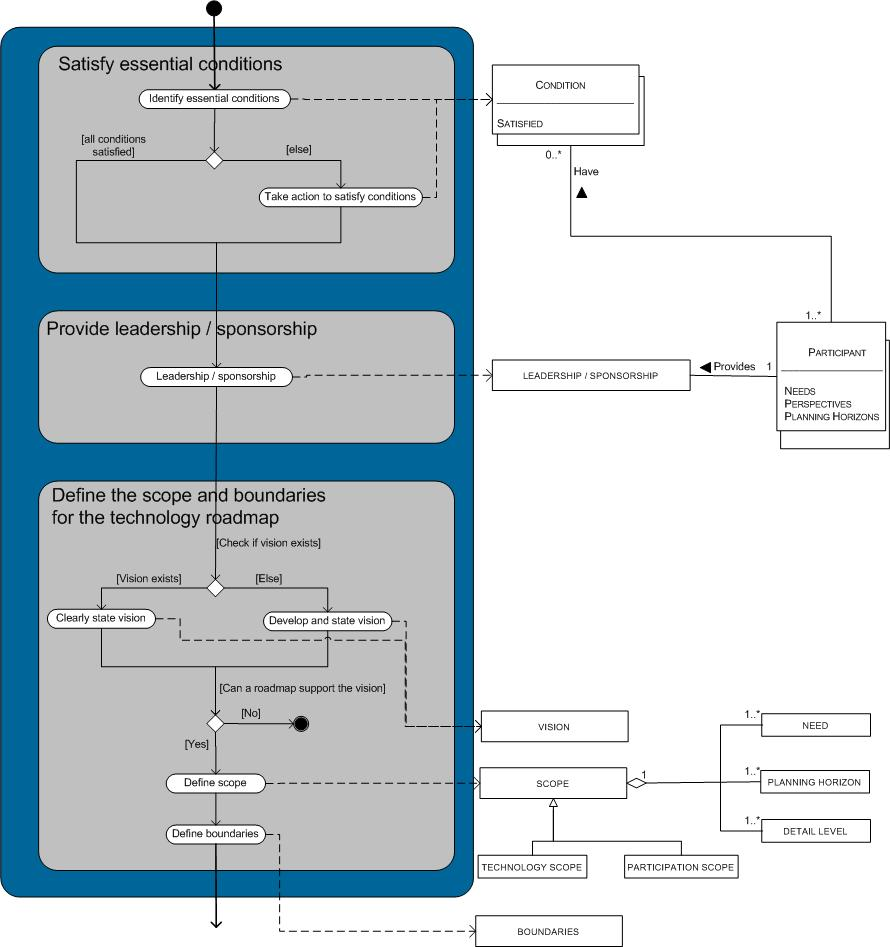
그림 2. 예비 단계의 프로세스-데이터 모델.

첫 번째 단계인 예비 단계(그림 2 참조)는 세 가지 단계로 구성된다.
1. 필수 조건 충족,
2. 리더십/스폰서십 제공,
3. 기술 로드맵의 범위 및 경계 정의.

이 단계에서 주요 의사 결정자들은 문제가 있음을 인식하고 기술 로드매핑이 문제 해결에 도움이 될 수 있음을 식별해야 한다.

#### 필수 조건 충족
이 단계에서는 조건이 무엇인지 명확히 파악하고(식별되어야 함) 조건이 충족되지 않을 경우 누가 이를 충족시키기 위한 조치를 취하는지 명확히 해야 한다. 이러한 조건에는 예를 들어 다음이 포함된다.
- 기술 로드맵의 필요성
- 다양한 계획 범위와 관점을 가진 조직의 다양한 부서(예: 마케팅, R&D, 전략 사업 단위)의 입력 및 참여.

모든 조건은 다음 단계로 진행하기 위해 충족되어야 한다(또는 합의된 당사자가 필요한 조치를 취함). 참가자는 자체적으로 0개 이상의 조건을 가질 수 있다. 이는 충족되었는지 여부를 나타내는 속성을 가진 모든 조건에 적용된다.

#### 리더십/스폰서십 제공
기술 로드맵을 만드는 데 필요한 시간과 노력을 고려할 때 헌신적인 리더십이 필요하다. 또한 리더십은 참가자 중 한 명으로부터 나와야 하며, 그중 한 명이 리더십과 스폰서십을 제공한다. 이는 라인 조직이 프로세스를 주도하고 로드맵을 사용하여 자원배분 결정을 내려야 한다는 것을 의미한다.

#### 범위 및 경계 정의
이 단계에서는 로드맵의 맥락이 지정된다. 회사에는 비전이 존재해야 하며 로드맵이 그 비전을 지원할 수 있다는 것이 명확해야 한다. 비전이 존재하지 않으면 개발되어 명확하게 명시되어야 한다. 이 작업이 완료되면 로드맵의 경계와 범위를 지정해야 한다. 또한 계획 범위와 세부 수준을 설정해야 한다. 범위는 기술 범위와 참여 범위로 further 나눌 수 있다.
표 1에는 예비 활동 단계의 모든 다양한 하위 활동을 볼 수 있다. 모든 하위 활동은 최종 산출물로 개념(굵은 글씨로 표시)을 가지고 있다. 이 개념은 실제 메타데이터 모델이며, 이는 조정된 클래스 다이어그램이다.
| 활동                            | 하위 활동                    | 설명 |
| ------------------------------- | ---------------------------- | --- |
| 필수 조건 충족                  | 필수 조건 식별               | 모든 참가자가 모이면 필수 조건을 식별할 수 있다(예: 어떤 그룹이 참여해야 하는지, 주요 고객과 주요 공급업체는 누구인지).               |
| 필수 조건 충족                  | 조건 충족을 위한 조치 취하기 | 기술 로드매핑이 성공하려면 참가자의 조건이 충족되어야 한다.                                                                           |
| 리더십/스폰서십 제공            |                              | 리더십/스폰서십의 역할은 라인 조직이 맡아야 한다. 그들은 로드매핑 프로세스를 주도하고 로드맵을 사용하여 자원 배분 결정을 내려야 한다. |
| 기술 로드맵의 범위 및 경계 정의 | 비전 명확히 명시             | 이미 존재하는 비전이 명확해야 한다.                                                                                                   |
| 기술 로드맵의 범위 및 경계 정의 | 비전 개발                    | 비전이 개발되고 명확하게 명시된다. |
| 기술 로드맵의 범위 및 경계 정의 | 범위 정의                    | 프로젝트의 범위는 필요 사항, 계획 범위 및 세부 수준을 추가로 정의할 수 있다. 범위는 기술 범위와 참여 범위로 더욱 나눌 수 있다.        |
| 기술 로드맵의 범위 및 경계 정의 | 경계 정의                    | 경계 또한 포함되어야 한다. |

### 2단계: 개발 단계

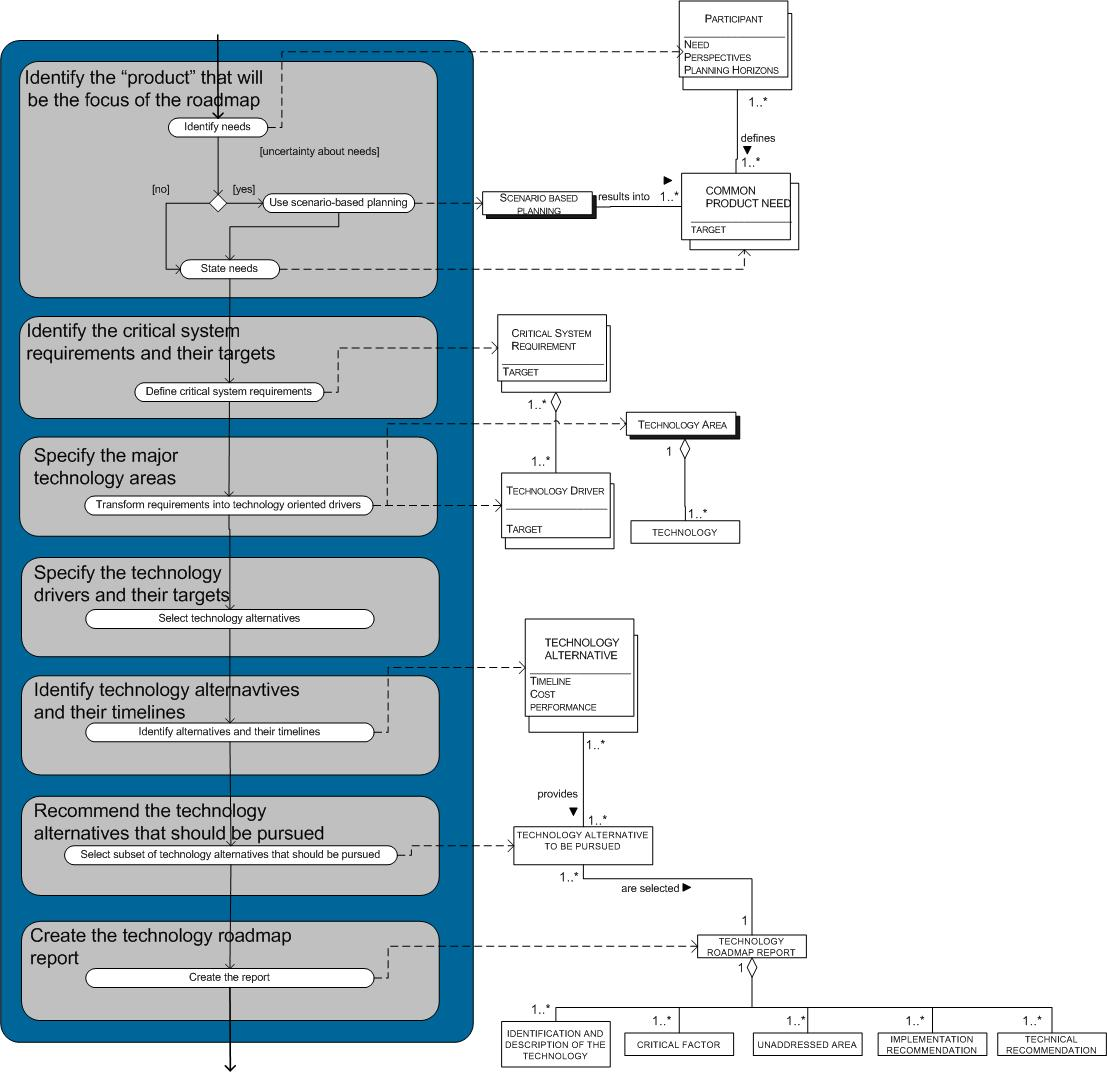
그림 3. 개발 단계의 프로세스-데이터 모델.

두 번째 단계인 기술 로드맵 개발 단계(그림 3 참조)는 7단계로 구성된다.
1. 로드맵의 초점인 "제품" 식별,

2. 핵심 시스템 요구 사항 및 목표 식별,

3. 주요 기술 분야 명시,

4. 기술 동인 및 목표 명시,

5. 기술 대안 및 일정 식별,

6. 추구해야 할 기술 대안 권장, 및

7. 기술 로드맵 보고서 작성.— Defense Logistics Agency, 

#### 로드맵의 제품 초점 식별
이 단계에서는 공통 제품 요구 사항이 식별되고 모든 참가자가 동의한다. 이는 프로세스에 대한 모든 그룹의 동의를 얻는 데 중요하다. 제품 요구 사항의 불확실성이 있는 경우 시나리오 기반 계획을 사용하여 공통 제품 요구 사항을 결정할 수 있다. 그림 3에서 참가자와 시나리오 기반 계획은 공통 제품 요구 사항을 제공한다.

#### 핵심 시스템 요구 사항 및 목표 식별
로드맵을 작성할 대상을 결정한 후에는 핵심 시스템 요구사항을 식별할 수 있다. 이들은 기술 로드맵의 전체 프레임워크를 제공한다. 요구 사항은 신뢰성 및 비용과 같은 목표(그림 3의 속성으로)를 가질 수 있다.

#### 주요 기술 분야 명시
이들은 핵심 시스템 요구사항을 달성하는 데 도움이 되는 분야이다. 각 기술 분야에 대해 여러 테크놀로지를 찾을 수 있다. 기술 분야의 예는 다음과 같다: 시장 평가, 교차 기술, 구성 요소 개발, 시스템 개발.

#### 기술 동인 및 목표 명시
이 단계에서는 두 번째 단계의 핵심 시스템 요구사항이 특정 기술 분야에 대한 기술 동인(목표 포함)으로 변환된다. 이 동인은 기술 대안을 선택하는 핵심 변수이다. 동인은 기술 분야에 따라 다르지만 기술이 핵심 시스템 요구사항을 어떻게 해결하는지와 관련된다.

#### 기술 대안 및 일정 식별
이 시점에서 기술 동인과 그 목표가 명시되었으며, 그 목표를 만족시킬 수 있는 기술 대안들을 명시해야 한다. 각 대안에 대해 기술 동인 목표에 따라 어떻게 성숙해 나갈지에 대한 일정을 추정해야 한다.
시간 요소는 특정 상황에 적합하게 조정될 수 있다. e-commerce 및 소프트웨어 관련 분야의 시간 범위는 일반적으로 짧다. 규모와 간격에 따라 다른 구분을 할 수 있다.

#### 추구해야 할 기술 대안 권장
대안들은 비용, 일정 등에서 차이가 있을 수 있으므로 대안들 중에서 선택을 해야 한다. 그림 3에서 이들은 추구해야 할 대안들이다. 이 단계에서는 다른 목표에 대한 다른 대안들 사이에서 많은 트레이드오프가 이루어져야 한다. 예를 들어, 비용 대비 성능, 심지어 목표 대비 목표까지도 그러하다.

#### 보고서 작성
이 시점에서 기술 로드맵이 완료된다. 그림 3에서 기술 로드맵 보고서는 5가지 부분으로 구성되어 있음을 알 수 있다.
1. 각 기술 분야의 식별 및 설명,
2. 로드맵의 핵심 요소,
3. 미해결 영역,
4. 구현 권고, 그리고
5. 기술 권고.

보고서는 추가 정보도 포함할 수 있다. 표 2에서 개발 단계의 모든 다양한 하위 활동을 볼 수 있다.
| 활동                               | 하위 활동                            | 설명 |
| ---------------------------------- | ------------------------------------ | --- |
| 로드맵이 초점을 맞추는 "제품" 식별 | 요구 사항 식별                       | 이 중요한 단계는 참가자들이 공통 제품 요구 사항을 식별하고 동의하도록 하는 것이다. 이는 그들의 수용을 얻는 데 중요하다.                                                                   |
| 로드맵이 초점을 맞추는 "제품" 식별 | 시나리오 기반 계획 사용              | 공통 제품 요구 사항에 대한 중대한 불확실성이 있는 경우 시나리오 기반 계획을 사용할 수 있다. 각 시나리오는 합리적이고 내부적으로 일관성이 있어야 하며 다른 시나리오와 비교 가능해야 한다.  |
| 로드맵이 초점을 맞추는 "제품" 식별 | 요구 사항 명시                       | 이것이 제품에 대한 요구 사항이다. |
| 핵심 시스템 요구 사항 및 목표 식별 | 핵심 시스템 요구 사항 정의           | 핵심 시스템 요구 사항은 로드맵의 전체 프레임워크를 제공하며 기술과 관련된 고수준 차원이다. 여기에는 신뢰성 및 비용과 같은 것들이 포함된다.                                                |
| 핵심 시스템 요구 사항 및 목표 식별 | 목표 정의                            | 각 시스템 요구 사항에 대해 목표가 정의되어야 한다. |
| 주요 기술 분야 명시                | 요구 사항을 기술 중심 동인으로 변환  | 제품에 대한 핵심 시스템 요구 사항을 달성하는 데 도움이 되도록 주요 기술 분야가 명시되어야 한다. 핵심 시스템 요구 사항은 특정 기술 분야에 대한 기술 동인으로 변환된다.                     |
| 기술 동인 및 목표 명시             | 목표를 가진 기술 대안 선택           | 기술 동인 및 그 목표는 핵심 시스템 요구 사항 목표를 기반으로 설정된다. 이는 특정 날짜까지 기술 대안이 얼마나 실행 가능해야 하는지를 명시한다. 사용 가능한 기술 대안 중에서 선택해야 한다. |
| 기술 대안 및 일정 식별             | 대안 및 일정 식별                    | 목표를 만족시킬 수 있는 기술 대안을 식별해야 한다. 이와 함께 각 대안의 일정을 식별해야 한다.                                                                                              |
| 추구해야 할 기술 대안 권장         | 추구해야 할 기술 대안 하위 집합 선택 | 어떤 기술 대안을 추구할지, 그리고 언제 다른 기술로 전환할지를 결정한다. 최고의 정보를 통합하고 많은 전문가들로부터 합의를 이끌어낸다.                                                     |
| 기술 로드맵 보고서 작성            | 보고서 작성                          | 여기서 실제 기술 로드맵 보고서가 작성된다. 이 보고서에는 기술의 식별 및 설명, 핵심 요소, 미해결 영역, 구현 권고 및 기술 권고가 포함된다.                                                  |

### 3단계: 후속 활동 단계
이 시점은 로드맵이 비평, 검증되어 모든 구현에 관련된 그룹에 의해 수용되어야 하는 때이다. 이는 기술 로드맵을 사용하여 개발된 계획이 필요하다. 다음으로 주기적인 검토 및 업데이트 지점이 있어야 한다. 참가자의 요구 사항과 기술이 진화하기 때문이다.

## 로드매핑에 대한 빠른 시작 접근 방식
로드맵 생성과 관련된 잠재적 복잡성과 조직적 관성을 고려하여 케임브리지 대학교의 연구자들은 로드매핑에 대한 빠른 시작 접근 방식을 개발하는 데 집중했다. T-플랜(T-Plan)이라고 불리는 이 접근 방식은 1990년대 후반에 최소한의 자원과 시간 투입으로 조직이 로드매핑에 첫발을 내딛는 데 도움을 주기 위해 주로 만들어졌다. 이는 T-플랜 워크북이 중국어(전통 및 현대), 독일어, 일본어, 스페인어로 번역되는 등 국제적으로 로드매핑의 확산 및 채택에 영향을 미쳤다. 이 접근 방식(혁신 및 전략 로드매핑에 대한 S-플랜과 마찬가지로)은 유연하고 확장 가능하므로 효율적인 적용을 위해 쉽게 맞춤화할 수 있다. 빠르고 간결한 접근 방식은 중소기업(SME)에 특히 중요하며, 특히 SME 클러스터에 방향을 제시하는 데 효과가 있는 것으로 나타났다.

## 계획 및 사업 개발 맥락

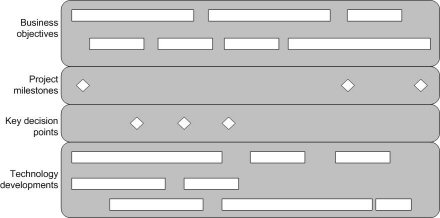
5. 프로그램 계획 예시.

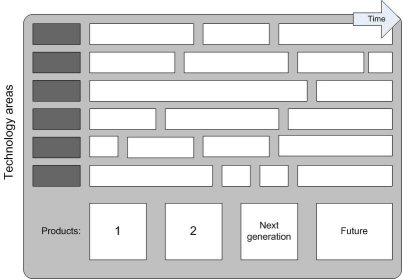
6. 막대 예시.

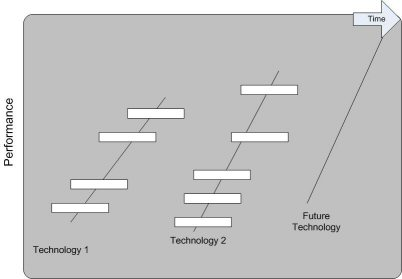
7. 그래프 예시.

기술 로드매핑 프로세스는 기업 전략, 기업 전략 기획, 기술 기획 및 사업 개발 맥락에 적합하다. 세 가지 핵심 요소, 즉 요구 사항, 제품 및 기술이 연결되어야 한다.

### 필요한 지식과 기술

#### 기술을 가진 자문
기술 로드맵을 작성하려면 특정 지식과 기술이 필요하다. 일부 참가자는 기술 로드매핑의 목적을 알아야 한다. 이 외에도 프로세스에 많은 토론과 공통 요구 사항 파악이 포함되므로 그룹 프로세스 및 대인 관계 기술이 필요하다. 참가자 수가 매우 많으면 자문 또는 퍼실리테이터가 필요할 수 있다.

### 목적

#### 로드매핑의 제품 계획
이것은 가장 일반적인 유형의 기술 로드맵이다: 기술의 제품 통합을 연결하는 것.

#### 프로그램 계획
이 유형은 전략 구현과 관련이 있으며 프로젝트 계획과 관련이 있다. 그림 5는 기술 개발 단계, 프로그램 단계 및 이정표 간의 관계를 보여준다.

#### 형식
- 막대: 거의 모든 로드맵은 각 계층에 대해 (부분적으로) 막대로 표현된다. 이는 로드맵을 매우 단순하고 통합적으로 만들어 의사소통과 통합을 더 쉽게 한다.
- 그래프: 기술 로드맵은 그래프로도 표현될 수 있으며, 일반적으로 각 하위 계층에 대해 하나씩이다. (예: IMEC은 두 번째 방법을 사용한다).

## 사례 연구
문서화된 사례 연구는 다음과 같다.
- ABB[17]
- 광업[18]
- 모토로라[19]
- 필립스[20]
- 지멘스[21]

## 같이 보기
- 업무 분업 구조
- 요구사항 우선순위 지정
- 소프트웨어 제품 관리
- 제품 전략
- 기업 시스템 엔지니어링
- 정보기술 계획
- 경영전략론
- 전략적 기술 계획
- 기술 수명 주기
- 사업계획서
- 프로젝트 네트워크

## 추가 자료
- de Weck, Olivier (2022), 《Technology Roadmapping and Development: A Quantitative Approach to the Management of Technology》, Springer Nature, doi:10.1007/978-3-030-88346-1, ISBN 978-3-030-88345-4, S2CID 249942956
- Garcia, M. L.; Bray, O. H. (1997), 《Fundamentals of Technology Roadmapping》 (PDF), Strategic Business Development Department Sandia National Laboratories.
- Oliveira, MG,  외. (2012), 《Roadmapping: uma abordagem estratégica para o gerenciamento da inovação em produtos, serviços e tecnologias.》 (포르투갈어), Rio de Janeiro: Campus-Elsevier
- Ozaki, Adalton M.; de Vasconcellos, Eduardo PG; Bengtsson, Marie (2015), “Agile Roadmapping: How Brazilian Software Companies Evolve Their Products”, 《XXVI ISPIM Innovation Conference》 (Budapest)
- Phaal, R.; Farrukh, C.; Probert, D. (2001), 《Technology Roadmapping: linking technology resources to business objectives》, Centre for Technology Management, University of Cambridge
- Public Domain Roadmaps. Further information:
- Roadmapping Bibliography. Further information: